# Stow cum Quy
Stow cum Quy – wieś w Anglii, w hrabstwie Cambridgeshire, w dystrykcie South Cambridgeshire. Leży 8 km na wschód od miasta Cambridge i 84 km na północ od Londynu. W 2001 miejscowość liczyła 426 mieszkańców.